# Carlobruchia boliviana
Carlobruchia boliviana es un coleóptero de la familia Chrysomelidae.
Fue descrita científicamente por primera vez en 1995 por Borowiec.